# 小行星39677
小行星39677（39677 Anagaribaldi）是一颗绕太阳运转的小行星，为主小行星带小行星。该小行星于1996年3月13日发现。
該小行星以巴西革命家、義大利民族英雄朱塞佩·加里波底的妻子阿妮塔·加里波第命名。

## 轨道参数
小行星39677的轨道半长轴为3.1694762 UA，离心率为0.106。